# Соколов, Александр Александрович (советский футболист)
Алекса́ндр Алекса́ндрович Соколо́в (26 февраля 1930, Кунцево, Московская область — 8 ноября 1980, Москва) — советский футболист, полузащитник. Мастер спорта СССР (с 1959).

## Биография
Воспитанник юношеской команды «Крылья Советов» (Сетунь, Московская область). Первый тренер — Михаил Петрович Соколов.
Карьеру провёл в команде «Динамо» Москва (1949—1960). Сыграл один матч за олимпийскую сборную СССР (1959 год, Румыния — СССР — 0:0).
Пятикратный чемпион СССР: 1949, 1954, 1955, 1957, 1959.
С отличием окончил школу тренеров при государственном центральном институте физической культуры (ГЦОЛИФКе) в 1963 году.
Работал старшим тренером в «Динамо» Махачкала (1962—1964) и сборной Кубы (1967).
С 1968 года работал в Министерстве иностранных дел СССР и в комендатуре Кремля.